# Сурдук (комуна)
Сурдук (рум. Surduc) — комуна у повіті Селаж в Румунії. До складу комуни входять такі села (дані про населення за 2002 рік):
- Бриглез (353 особи)
- Крістолцел (460 осіб)
- Солона (288 осіб)
- Сурдук (1367 осіб) — адміністративний центр комуни
- Тештіоара (100 осіб)
- Турбуца (378 осіб)
- Тіхеу (1080 осіб)

Комуна розташована на відстані 378 км на північний захід від Бухареста, 23 км на схід від Залеу, 56 км на північ від Клуж-Напоки.

## Населення
За даними перепису населення 2002 року у комуні проживали 4026 осіб.
Національний склад населення комуни:
| Національність | Кількість осіб | Відсоток |
| -------------- | -------------- | -------- |
| румуни         | 3908           | 97,1%    |
| цигани         | 106            | 2,6%     |
| угорці         | 11             | 0,3%     |
| поляки         | 1              | < 0,1%   |

Рідною мовою назвали:
| Мова      | Кількість осіб | Відсоток |
| --------- | -------------- | -------- |
| румунська | 4001           | 99,4%    |
| циганська | 14             | 0,3%     |
| угорська  | 10             | 0,2%     |
| польська  | 1              | < 0,1%   |

Склад населення комуни за віросповіданням:
| Релігія        | Кількість осіб | Відсоток |
| -------------- | -------------- | -------- |
| православні    | 3588           | 89,1%    |
| п'ятдесятники  | 175            | 4,3%     |
| греко-католики | 100            | 2,5%     |
| баптисти       | 11             | 0,3%     |
| реформати      | 8              | 0,2%     |
| адвентисти     | 6              | 0,1%     |
| старообрядці   | 4              | 0,1%     |
| римо-католики  | 3              | 0,1%     |
| не релігійні   | 3              | 0,1%     |